# Akumulacja (ekonomia)
Akumulacja – ekonomii proces gromadzenia kapitału poprzez reinwestowanie zysków lub nadwyżek ekonomicznych w celu zwiększenia zdolności produkcyjnych, rozwoju gospodarczego lub powiększenia zasobów majątkowych. Może dotyczyć zarówno pojedynczych przedsiębiorstw, jak i całych gospodarek. Akumulacja kapitału jest kluczowym mechanizmem w teoriach ekonomicznych, szczególnie w marksizmie, kapitalizmie i teoriach wzrostu gospodarczego.
Wyjaśnienie procesu akumulacji
Akumulacja kapitału polega na przeznaczaniu części dochodów (zysków, oszczędności) na inwestycje w środki produkcji (np. maszyny, technologie, infrastrukturę) lub inne aktywa, które zwiększają przyszłe możliwości generowania dochodu. Proces ten może obejmować:
- Akumulację pierwotną: historyczny proces gromadzenia kapitału, często związany z przymusowym przejmowaniem zasobów (np. ziemia, praca) w początkowych fazach kapitalizmu[2].
- Akumulację rozszerzoną: ciągłe reinwestowanie zysków w nowe inwestycje w celu zwiększenia skali produkcji[3].
- Akumulację prostą: gromadzenie zasobów bez zmiany skali produkcji[4].

Przykłady akumulacji w praktyce
- Historyczne: Grodzenia w Anglii (XVI-XVIII w.) umożliwiły akumulację ziemi przez właścicieli, tworząc podstawy kapitalistycznej gospodarki rolnej[5].
- Współczesne: Reinwestowanie zysków przez korporacje technologiczne (np. Apple, Amazon[6]) w nowe technologie, infrastrukturę chmurową czy badania nad sztuczną inteligencją[7].
- Makroekonomiczne: Inwestycje rządowe w infrastrukturę (np. autostrady, elektrownie) w celu zwiększenia zdolności produkcyjnych gospodarki.[potrzebny przypis]

Dyskusje i kontrowersje:
- Ekonomia klasyczna i neoklasyczna: Podkreśla rolę akumulacji kapitału jako kluczowego czynnika wzrostu gospodarczego. Często skupia się na roli oszczędności i inwestycji w prywatnym sektorze. Przykładem jest model wzrostu Solowa, który analizuje wpływ akumulacji kapitału na długoterminowy wzrost[8].
- Ekonomia marksistowska: Akumulacja kapitału jest centralnym punktem analizy, jednak jest postrzegana jako proces napędzany przez eksploatację siły roboczej i prowadzący do koncentracji bogactwa. Marksistowska teoria akumulacji jest ściśle związana z pojęciem wartości dodatkowej[9].
- Ekonomia keynesowska: Zwraca uwagę na rolę popytu agregatowego i polityki makroekonomicznej w stymulowaniu inwestycji i akumulacji. Podkreśla, że samo istnienie oszczędności nie gwarantuje inwestycji, a rząd może interweniować w celu pobudzenia aktywności gospodarczej[10].